# Карасьє (Заводоуковський міський округ)
Кара́сьє (рос. Карасье) — присілок у складі Заводоуковського міського округу Тюменської області, Росія.
Населення — 8 осіб (2010, 7 у 2002).
Національний склад станом на 2002 рік:
- росіяни — 86 %